# Pieve di Ledro
Pieve di Ledro ist eine Fraktion und Gemeindesitz der italienischen Gemeinde (comune) Ledro in der Provinz Trient, Region Trentino-Südtirol.

## Geographie
Die Ortschaft liegt im mittleren Ledrotal auf 660 m s.l.m. unmittelbar westlich des Ledrosees. Die nordöstlich gelegene Provinzhauptstadt Trient ist in Luftlinie knapp 37 km entfernt, und in etwa einer Autostunde zu erreichen.

## Geschichte

Ehemaliges Gemeindewappen

Pieve ist von alters her das religiöse und soziale Zentrum des Ledrotals. Die Pfarrkirche zur Verkündigung des Herrn, wurde 1235 erstmals erwähnt und 1537 in eine Kollegiatkirche umgewandelt, von der aus die Kleriker das ganze Tal zu versorgen hatten.
Pieve di Ledro war bis 2009 eine eigenständige Gemeinde. Am 30. November 2009 hat bei einem Referendum die Mehrheit der Einwohner der Eingliederung in die neue Gemeinde „Ledro“ zugestimmt.  Seit 1. Januar 2010 bildet Pieve zusammen mit Tiarno di Sopra, Tiarno di Sotto, Bezzecca, Concei und Molina di Ledro die Gemeinde Ledro. Die ehemalige Gemeinde zu der auch seit 1955 der Ortsteil Mezzolago gehörte, zählte 2007 623 Einwohner. Letzter Bürgermeister war Giuliano Pellegrini (Lista civica).

## Verkehr
Durch Pieve di Ledro führt die Strada Statale SS 240 Loppio – Val di Ledro.

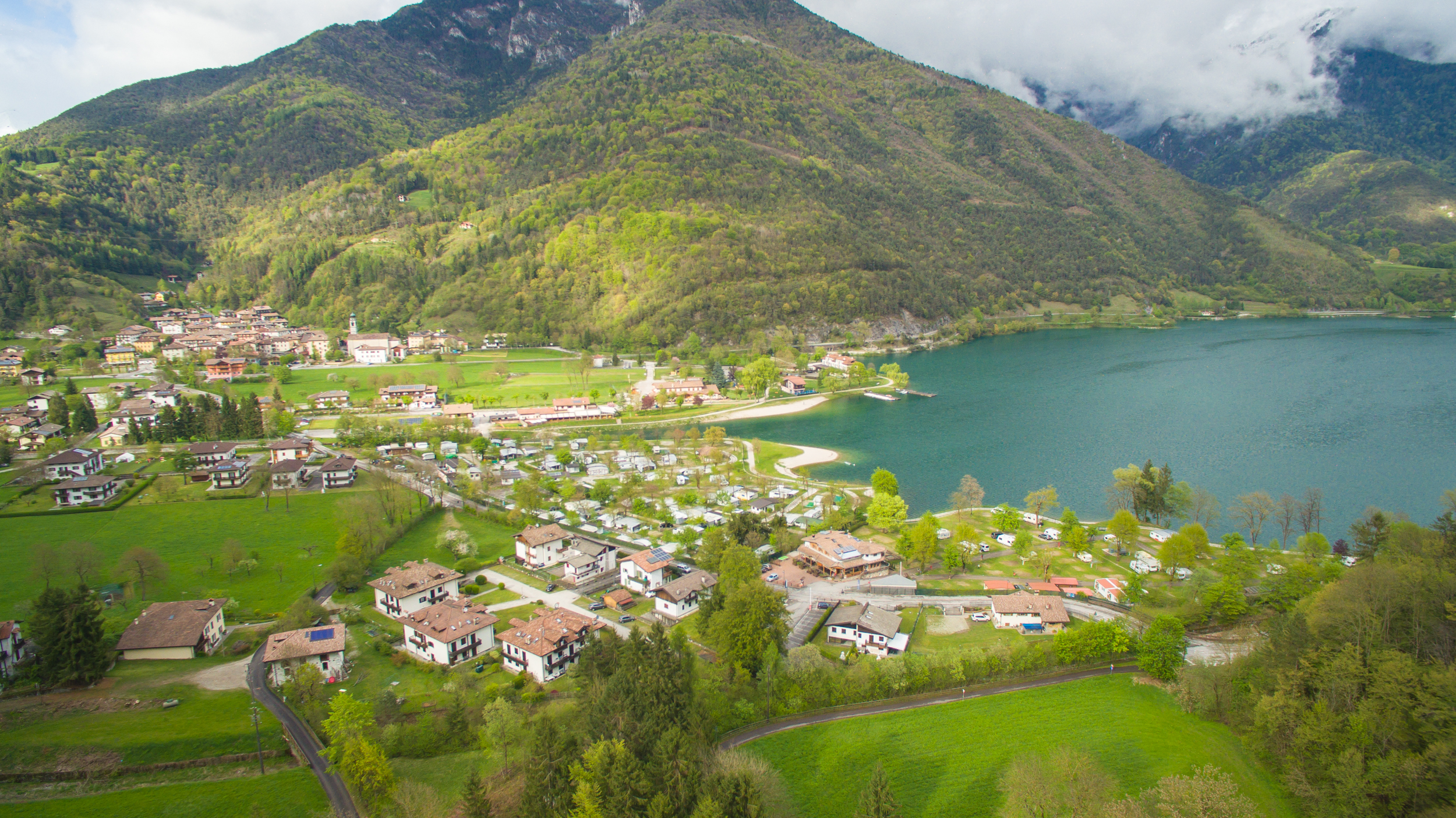
Pieve am Westufer des Ledrosees
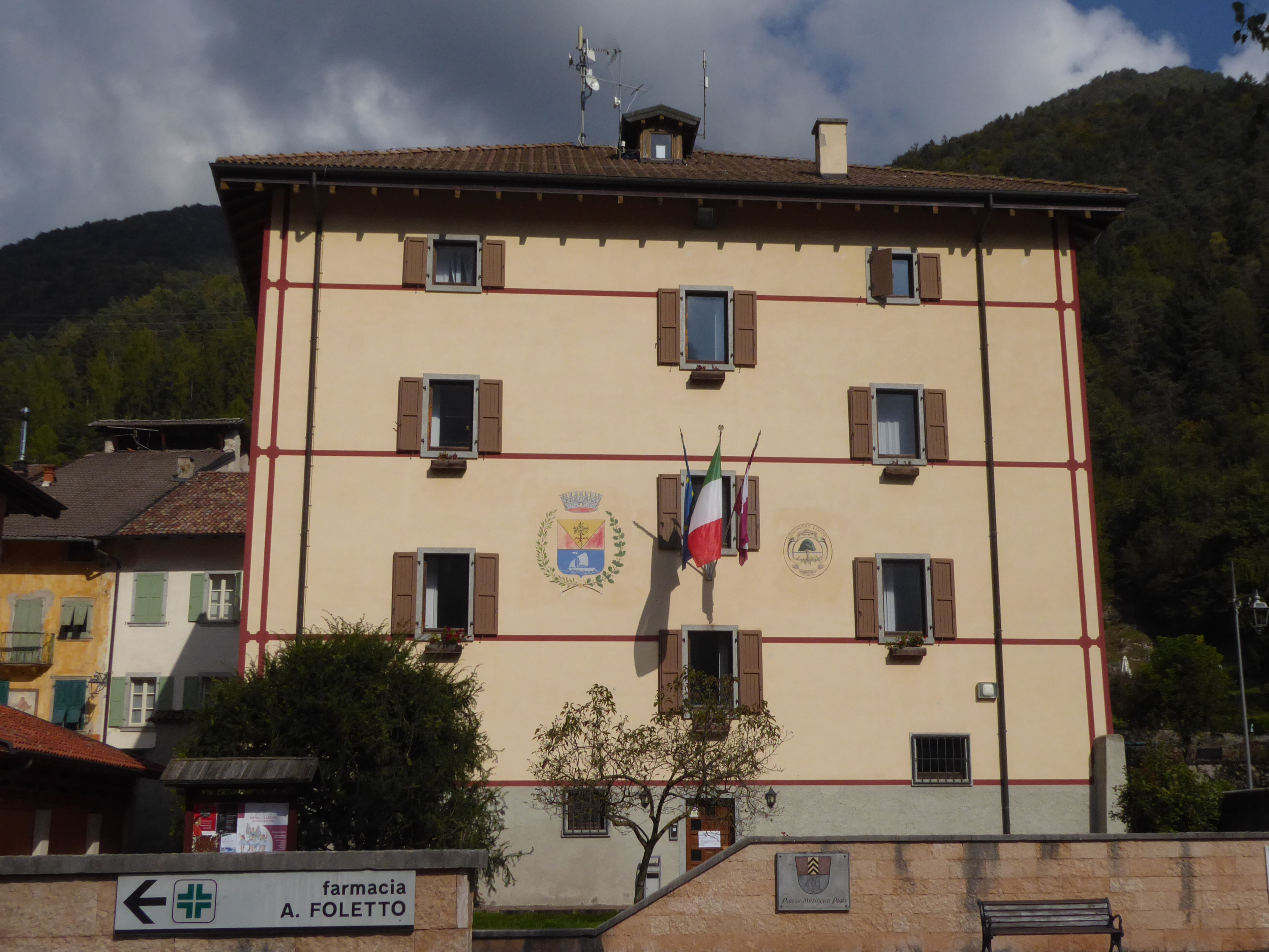
Rathaus der Gemeinde Ledro in Pieve di Ledro
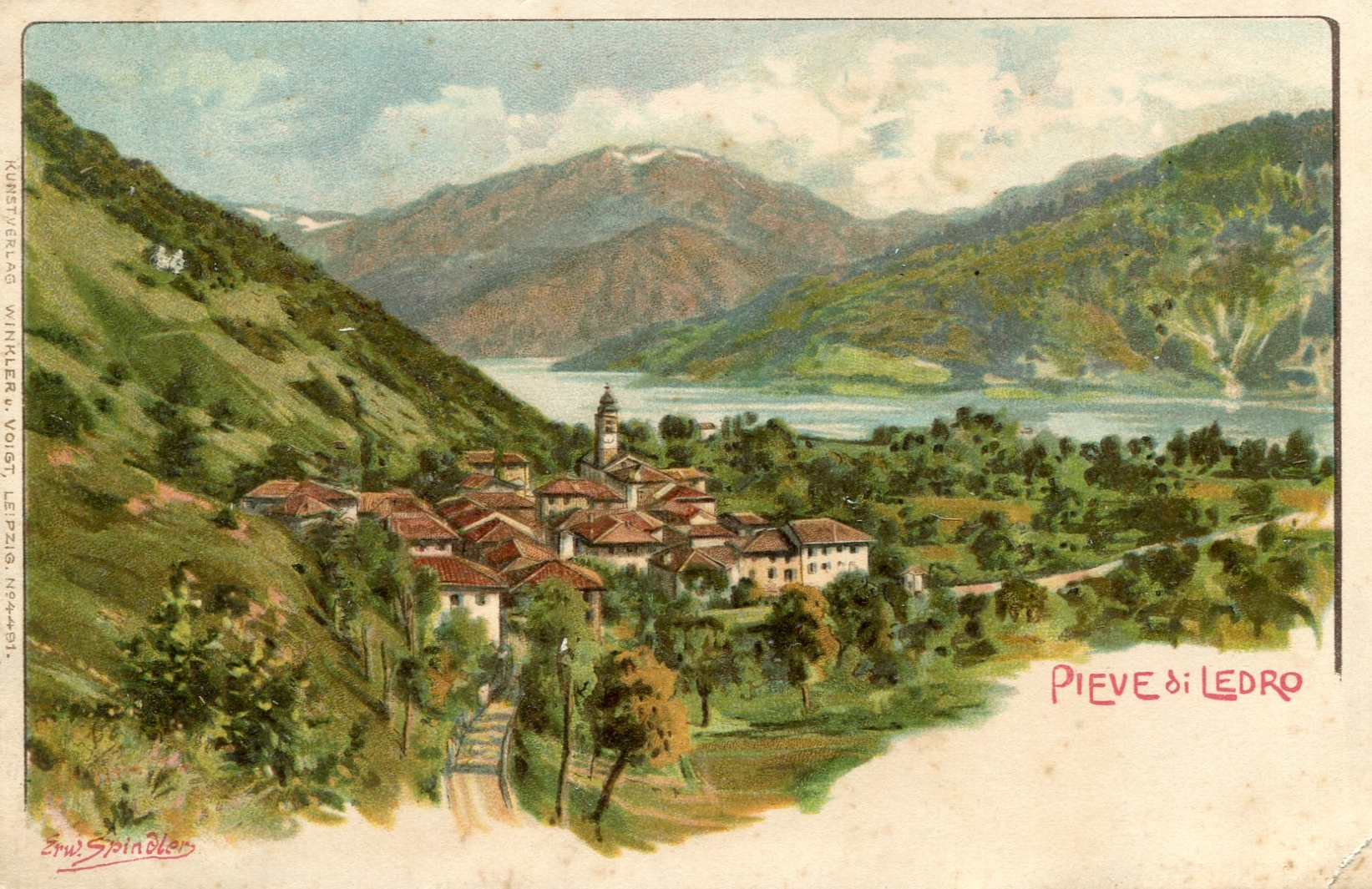
Pieve di Ledro in einer historischen Ansichtskarte von Erwin Spindler
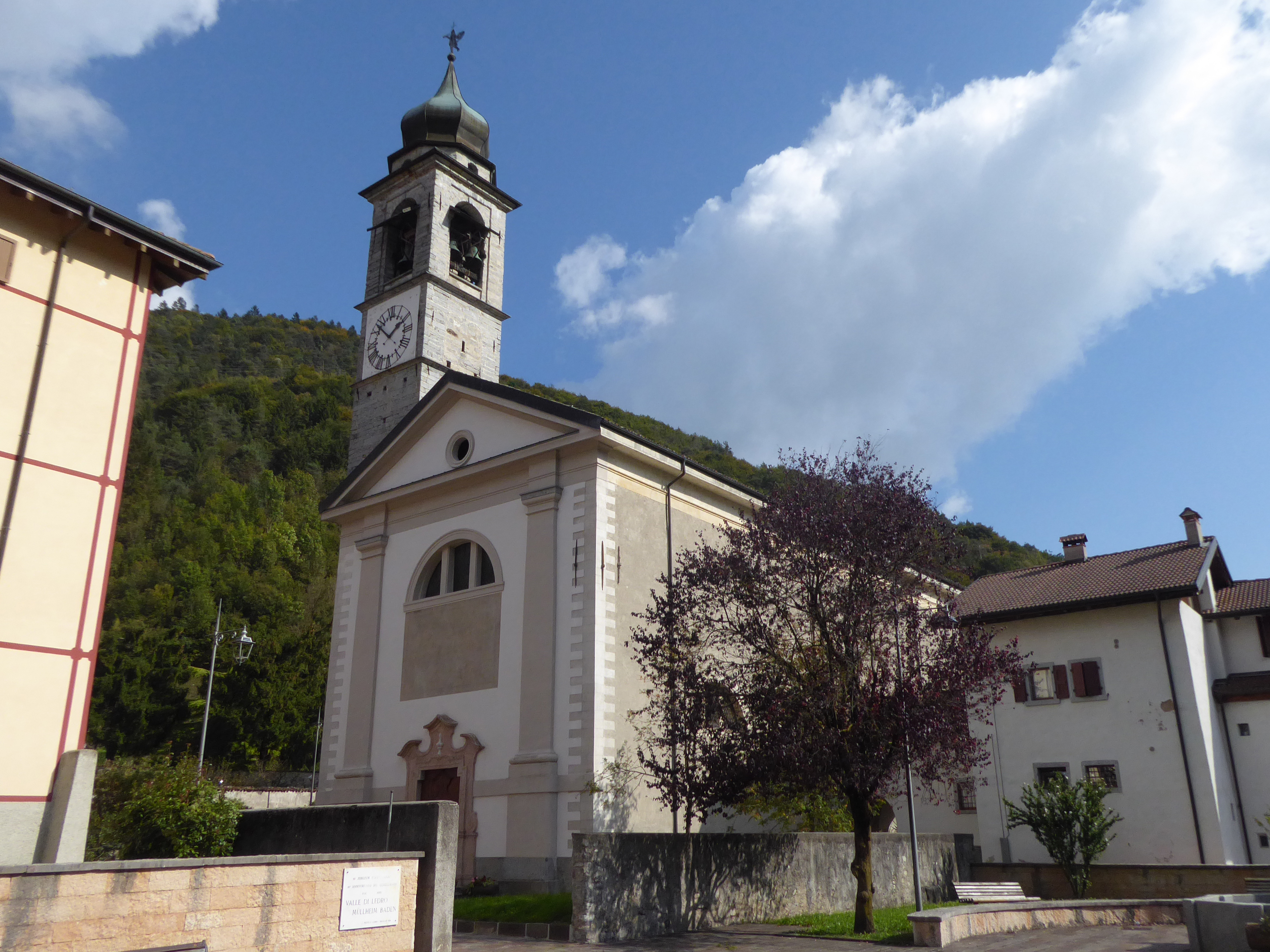
Pfarrkirche Annunciazione di Maria